# Thiézac
Thiézac (okzitanisch Tiesac) ist ein französischer Ort und eine Gemeinde mit 596 Einwohnern (Stand 1. Januar 2022) im Département Cantal in der Region Auvergne-Rhône-Alpes. Thiézac gehört zur historischen Region des Carladès.

## Lage
Der Ort Thiézac liegt in einer Höhe von ca. 800 m ü. d. M. am Fluss Cère. Die Entfernung nach Aurillac beträgt ca. 25 km (Fahrtstrecke) in südwestlicher Richtung.

## Bevölkerungsentwicklung
| Jahr                       | 1800 | 1851 | 1901 | 1954 | 1999 | 2013 |
| Einwohner                  | 1555 | 1992 | 1526 | 1086 | 614  | 614  |
| Quellen: Cassini und INSEE |      |      |      |      |      |      |

Der Bevölkerungsrückgang im 20. Jahrhundert resultiert im Wesentlichen aus dem Mangel an Arbeitsplätzen infolge der Mechanisierung der Landwirtschaft.

## Wirtschaft
Der Ort Thiézac diente jahrhundertelang den ausschließlich landwirtschaftlich orientierten und sich selbstversorgenden Weilern (hameaux) und Einzelgehöften in der Umgebung als Handwerks-, Handels- und Dienstleistungszentrum. Seit der Mitte des 20. Jahrhunderts spielt der Tourismus in Form der Vermietung von Ferienwohnungen (gîtes) eine nicht unbedeutende Rolle für das Wirtschaftsleben des Ortes.

## Geschichte
Der Überlieferung zufolge sollen sich bereits im 6. Jahrhundert christliche Eremiten in der Grotte Saint-Michel niedergelassen haben.
Im 15. Jahrhundert soll hier die Muttergottes einigen Pilgern erschienen sein. In dieser Zeit entstand auch die örtliche Pfarrkirche. Im Jahr 1643 erhob der französische König Ludwig XIII. das Carladès zur Grafschaft und gab es der in Monaco residierenden Familie Grimaldi zum Lehen; diese verwaltete es bis zum Ausbruch der Französischen Revolution.

## Sehenswürdigkeiten

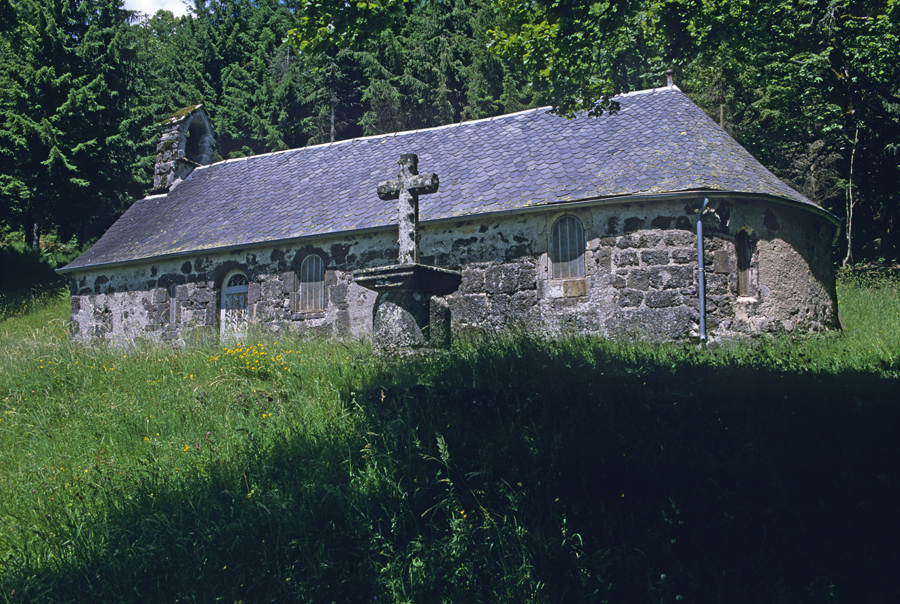
Wallfahrtskapelle Notre-Dame de Consolation

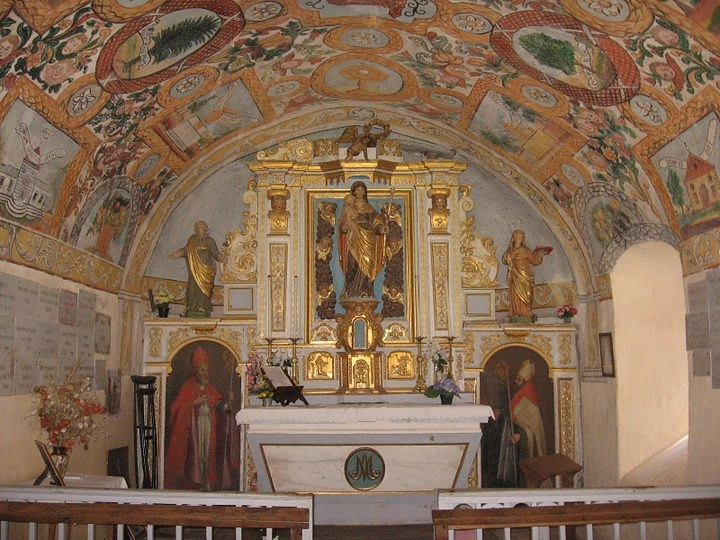
Innenansicht

- Die gotische Pfarrkirche Saint-Martin war ehemals eine Prioratskirche und stand in Abhängigkeit zur Abtei von Aurillac. Der auf der Nordseite befindliche oktogonale Glockenturm steht in der Tradition auvergnatischer Kirchen des Mittelalters. Im rippengewölbten Kirchenschiff befindet sich die polychromierte Statue eines gegeißelten Christus (Ecce homo); das spätbarocke Altarretabel mit seinen gedrehten Säulen zeigt Anklänge an den spanischen Stil der Churriguerismus. Die Kirche ist seit dem Jahr 1976 als Monument historique anerkannt.[1]
- Die oberhalb des Ortes stehende Wallfahrtskapelle Notre-Dame de Consolation ist ein schlichter Bau des ausgehenden Mittelalters. Das niedrige Tonnengewölbe im Innern ist mit 'naiven' Barockmalereien geschmückt; an den Wänden hängen zahlreiche Votivtäfelchen. Der Bau ist seit dem Jahr 1980 als Monument historique anerkannt.[2]
- Im Wald verborgen liegt die Chaumière de Granier, eine binsengedeckte restaurierte Wohnscheune aus dem 16. oder 17. Jahrhundert.
- In der waldreichen Umgebung gibt es mehrere Wanderwege, die auch an Wasserfällen (z. B. Cascade de Faillitoux, Cascade de Malbec, Cascade de la Roucole) vorbeiführen.